# Myzocallis cyperus
Myzocallis cyperus är en insektsart. Myzocallis cyperus ingår i släktet Myzocallis och familjen långrörsbladlöss. Inga underarter finns listade i Catalogue of Life.